# María Dávila
 (mai 2018).
Si vous disposez d'ouvrages ou d'articles de référence ou si vous connaissez des sites web de qualité traitant du thème abordé ici, merci de compléter l'article en donnant les références utiles à sa vérifiabilité et en les liant à la section « Notes et références ».
Pour les articles homonymes, voir Davila.
María Dávila Guerra est une artiste peintre espagnole née en 1990 à Malaga. Elle vit et travaille à Grenade.

## Biographie
María Dávila a obtenu une licence en arts plastiques à l’Université de Malaga et un doctorat en histoire et arts à l’Université de Grenade.
Encore étudiante, elle commence à montrer ses œuvres dans des expositions personnelles et à participer à des expositions collectives dans d’importants centres d’art en Andalousie. En 2014, elle remporte le premier prix MálagaCrea puis est sélectionnée deux années consécutives au Prix de peinture BMW en 2015 et 2016.

## Œuvres
Sa peinture a pour problématique les limites du visible et les frontières entre réalité et fiction. Se basant sur un matériau photographique ou cinématographique (archives familiales, copies d’écran de films ou de documentaires), María Dávila développe, plus spécifiquement, ses préoccupations dans différentes séries :
- Anagnórisis – La trama (2014) cherche à souligner les similitudes sous-jacentes entre la fiction et les films documentaires, en insistant sur la nature interprétative de notre relation avec la réalité[5]
- Solsticio (2015) traite de notre incapacité à reconnaître notre image et de la non-correspondance entre la mémoire et l’expérience vécue. Cette série est basée sur un album de photographies de famille.
- Dramatis personae (2015) a pour sujet le fait de regarder et d’être regardé dans la construction de l’identité, à travers une forme de cinéma privilégiant une (dé)construction narrative, comme les films surréalistes ou la Nouvelle vague[6].
- Post scriptum (2017) s’intéresse à la construction narrative à la base de toute relation humaine, à travers un dialogue avec le cinéma et le théâtre[7].

## Expositions

### Expositions personnelles (sélection)
- 2013 : Después, el silencio, Centro Cultural Provincial, Malaga
- 2014 : Anagnórisis - La trama, Ecole des Beaux-Arts Malaga
- 2015 : Dramatis personae, El Palmeral de las Sorpresas/Espacio Iniciarte, Malaga[8]
- 2017-2018 : Post scriptum, Palacio de los Condes de Gabia, Grenade

### Expositions de groupe (sélection)
- 2012 : Stand Byes, Centro Cultural Provincial, Malaga
- 2014 : MalagaCrea 2014, Centro de Arte Contemporáneo de Malaga (CAC Malaga); UNDER35. Arte Emergente en Málaga, Galería de Arte Contemporáneo (GACMA), Malaga
- 2015 : 30e édition des BMW Painting Awards, Casa de Vacas del Retiro, Madrid; Neighbours III. Artistas de proximidad, Centro de Arte Contemporáneo de Málaga (CAC Málaga); Okupart. MAUS Málaga, Hôtel de ville de Malaga city hall/CAC Malaga; Imago Mundi: Made in Spain, Fondation Luciano Benetton/Centro de Arte Contemporáneo de Malaga (CAC Malaga)
- 2016 : Tiempo de luz, Museo del Patrimonio Municipal (MUPAM), Malaga; 31ème édition des BMW Painting Awards, Centro Galileo, Madrid

## Prix (sélection)
- 2012 : Premier prix, VI Prix de peinture de l’Université de Malaga[9]
- 2013 : Prix Spécial, Ecole des Beaux-Arts/Université de Malaga[réf. nécessaire]
- 2014 : Premier Prix, MalagaCrea 2014[10]
- 2015 : Pré-sélectionnée pour les BMW Painting Award[réf. nécessaire]
- 2016 : Pré-sélectionnée pour les BMW Painting Award[11]